# Arizelocichla nigriceps
El bulbul cabecioscuro septentrional (Arizelocichla nigriceps) es una especie de ave paseriforme de la familia Pycnonotidae propia de las montañas de Kenia y Tanzania.

## Taxonomía
Fue descrito científicamente en el género Xenocichla, y posteriormente trasladado al género Andropadus. En 2007 se reclasificó para incluirlo el recién reinstaurado género Arizelocichla. En el pasado se consideraba que el bulbul cabecioscuro austral, el bulbul kikuyu y bulbul de las Uluguru eran subespecies de A. nigriceps; y a su vez el propio bulbul cabecioscuro septentrional fue considerado subespecie el bulbul pechioliva por algunos expertos.
En la actualidad se reconocen dos subespecies:
- A. n. nigriceps - (Shelley, 1889): se encuentra en el sur de Kenia y norte de Tanzania;
- A. n. usambarae - (Grote, 1919): presente en el sureste de Kenia y noreste de Tanzania;